# HLA-B59
HLA-B59 هو نمط مصلي من مستضد الكريات البيضاء البشرية-ب.